# Jost Kobusch

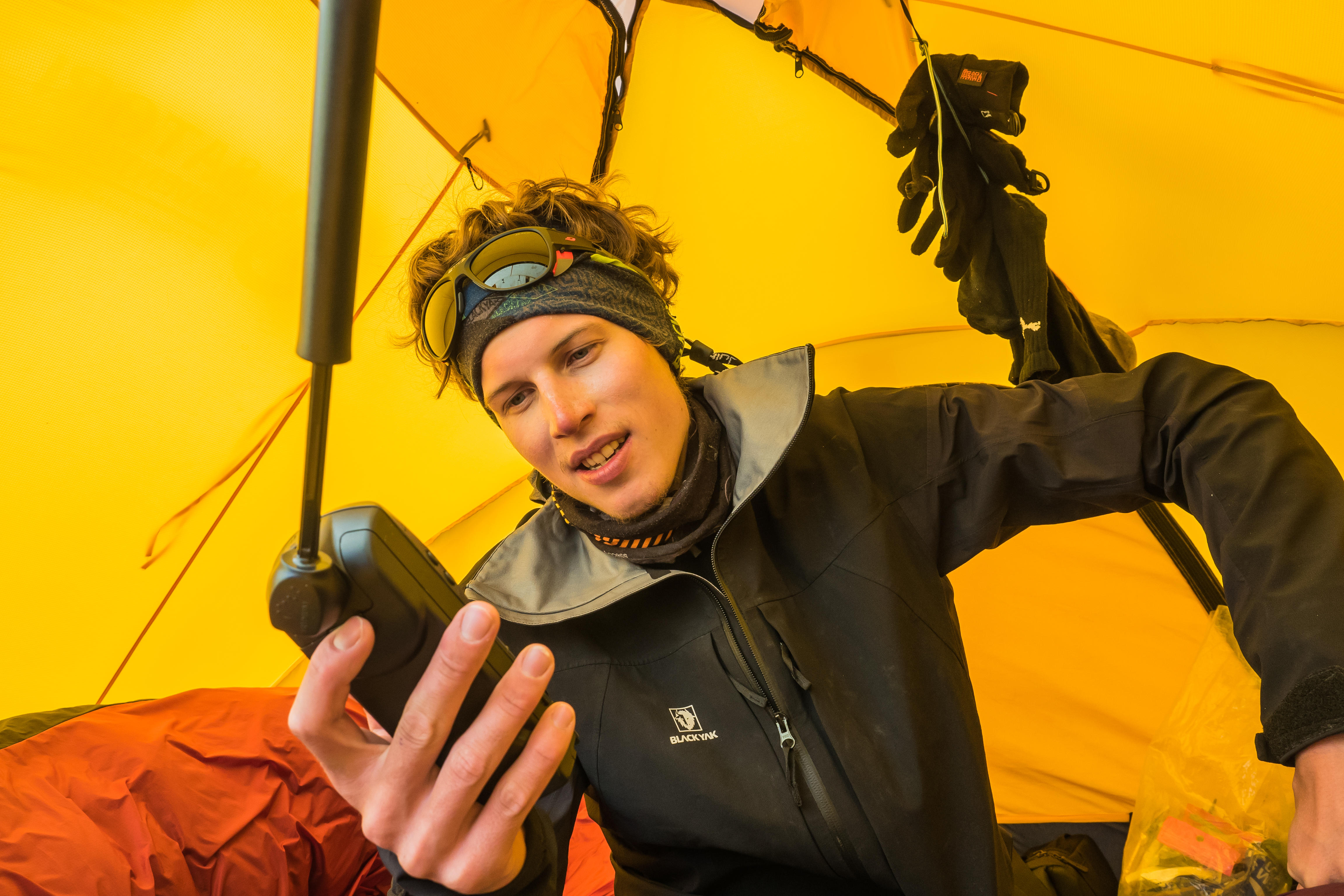
Jost Kobusch im Zelt (vor oder im Jahr 2017)

Jost Kobusch (* 3. August 1992 in Bielefeld) ist ein deutscher Bergsteiger und Buchautor.

## Leben
Kobusch wuchs in Borgholzhausen auf. Er hat fünf Schwestern. Seine Eltern ließen sich früh scheiden. Er wuchs bei seinem Vater, einem Tischler, und in der Obhut verschiedener Au-pair-Mädchen auf.
Mit zwölf Jahren begann er in einer Kletter-AG an der Peter-August-Böckstiegel-Gesamtschule in Borgholzhausen mit dem Klettern. Kobusch schloss die Schule mit dem Abitur ab und absolvierte einen freiwilligen Wehrdienst als Gebirgsjäger in Berchtesgaden.
Seit 2016 lebt Kobusch in Chemnitz und studiert an der Technischen Universität Chemnitz Sports Engineering.

## Bergsteiger
Im Oktober 2013 reiste Kobusch für eine Besteigung des Pik Lenin nach Kirgistan, musste aber die Besteigung aufgrund schlechten Wetters abbrechen. Am 24. Dezember 2013 um 20:12 Uhr bestieg er als erster den bis dahin namenlosen Pik Yoko (4048 Meter). Wenige Tage später wurde die Erstbesteigung durch Community Based Tourism Kyrgyzstan auch offiziell anerkannt.
Im April 2014 bestieg Jost Kobusch die Ama Dablam solo und ohne künstlichen Sauerstoff. Er ist der jüngste Solobegeher des Gipfels.
Kobusch filmte am Morgen des 25. April 2015 vom Basislager des Mount Everest eine durch ein Erdbeben ausgelöste Lawine, die Teile des Basislagers verwüstete, durch die mindestens 19 Menschen ihr Leben verloren und durch die mehr als 60 zum Teil schwer verletzt wurden. Kobusch erlangte durch dieses auf YouTube bereitgestellte Video „schlagartig weltweite Bekanntheit“. Die Filmsequenz erreichte innerhalb weniger Tage über 23 Millionen Aufrufe. Nach dem Lawinenunglück gab Kobusch Interviews, unter anderem in Spiegel Online und im Sat.1 Frühstücksfernsehen.
Am 1. Mai 2016 erreichte Kobusch ohne die Zuhilfenahme von künstlichem Sauerstoff den Gipfel der Annapurna (8091 Meter) über die Nordflanke. Es war Kobuschs erster Gipfelerfolg an einem Achttausender. Er ist damit der jüngste und insgesamt achte deutsche Bergsteiger, der auf diesem Gipfel stand. Kobusch war ohne Sherpas unterwegs, nutzte aber nach eigener Aussage „verlegte Fixseile der Sherpas“ der 30 weiteren Bergsteiger, die an diesem Tag den Gipfel erreichten. Mit dem israelischen Bergsteiger Nadav Ben Yehuda spielte er unterhalb des Gipfels eine Partie Blitzschach, filmisch dokumentiert durch einen US-Bergsteiger.
Im Oktober 2017 gelang Kobusch die Erstbesteigung des 7296 Meter hohen Nangpai Gosum II. Der Berg galt bis zu Kobuschs Solobegehung ohne künstlichen Sauerstoff als der vierthöchste unbestiegene Berg der Erde. Vom Advanced Basecamp (5560 Meter) aus benötigte Kobusch über Camp 1 (6400 Meter) und Camp 2 (6840 Meter) drei Tage bis zum Gipfel, den er am 3. Oktober 2017 erreichte. Er wertete den Schwierigkeitsgrad der Begehung mit TD (Tres Difficile) gemäß dem International French Adjectival System (IFAS). Für diese Leistung wurde Kobusch in die Auswahlliste 2017 – Significant ascents des Piolet d’Or aufgenommen, ging bei der Preisvergabe 2018 aber „leer aus“.
Zum Jahreswechsel 2019/2020 plante Kobusch einen von vielen Bergsteigern kritisch und wenig aussichtsreich gesehenen Versuch der Winterbesteigung des Mount Everest. Laut der »Himalayan Database« war dies nur zwei Sherpas, die mit Unterstützung einer Gruppe im Winter 1987/1988 die Spitze zusammen erklommen, gelungen. Jedoch wollte Kobusch alleine und eine technisch noch anspruchsvollere Route zur Spitze nehmen. Ende Februar 2020 brach er den Versuch auf 7360 Meter ab, weil er nicht mehr in Topform gewesen sei. Zum Jahreswechsel 2021/2022 startete Kobusch die Wiederholung des vor zwei Jahren gescheiterten Versuchs. Er kam dabei auf eine Höhe von 6450 Metern, jedoch machte der Jetstream den Aufstieg in jener Zeit unmöglich, da der Sturm ihm kein Zeitfenster zur Besteigung bot. Der andauernde Sturm zerstörte fünf seiner Zelte. Enttäuscht war Kobusch eigener Aussage zufolge nicht. Er habe sich selbst gezeigt, in der Lage zu sein, den unteren Routenteil des Mount Everest „sehr schnell zu klettern“ und habe dazugelernt. Er plante einen neuen Versuch im Jahr 2023. Rückenprobleme zwangen ihn zu einer Ruhepause. Im Winter 2024/25 startete er seinen dritten Versuch am Mount Everest.
Am 19. Februar 2023 bestieg Kobusch in einer Winter-Solobegehung den Denali, mit 6190 m der höchste Berg Nordamerikas. Damit ist er der Erste Nicht-Amerikaner und der Erste, dem es durch das Messner-Couloir gelang. Er ist insgesamt der dritte Solobegeher im Winter. Für die Besteigung benötigte er rund 35 Stunden vom Höhenlager bis zum Gipfel und zurück.

## Begehungen (Auswahl)
- 2014: Solobegehung der Ama Dablam ohne künstlichen Sauerstoff
- 2016: Begehung der Annapurna ohne künstlichen Sauerstoff
- 2017: Erstbegehung des Nangpai Gosum II, solo und ohne künstlichen Sauerstoff
- 2018: Eröffnung der Route Way of the Ancestors zum Gipfel Carstensz-Pyramide[33]
- 2019: Erstbegehung des Amotsang (6393 m) im nepalesischen Damodar Himal[34]
- 2021: Erstbegehung des Purbung (6465 m, auch Putrun Himal oder Purbung Himal) zusammen mit Nicolas Scheidtweiler[35][36]
- 2023: Winter-Solobegehung des Denali (6190 m) als erster Nicht-Amerikaner und als Erster durch das Messner-Couloir.[37]

## Schriften
- Ich. Oben. Allein. Riva, 2017, ISBN 978-3-7423-0079-9
- Reinhold Messner: Mord am Unmöglichen. Herausgegeben von Luca Calvi und Alessandro Filippini, Malik, 2018, ISBN 978-3890295138. Kapitel Jost Kobusch: Es wird immer Neues zu entdecken geben, S. 188 bis 192 (eingeschränkte Vorschau in der Google-Buchsuche)
- Reinhold Messner: „Gehe ich nicht, gehe ich kaputt.“ Briefe aus dem Himalaja. Malik, 2020, ISBN 978-3890295022, Kapitel Jost Kobusch: Mount. Everest. Base. Camp, 2. Januar 2020, Seite 386 (eingeschränkte Vorschau in der Google-Buchsuche)

## Dokumentationen
- Alleingang am Mont Blanc – Grenzerfahrungen eines Solo-Bergsteigers. Reportage (2017), 35 Min., Erstsendung am 13. Februar 2019 auf Arte[38], Inhaltsangabe ARD.de
- Re: Aufstieg am Mount Everest. Reportage (2020), Erstsendung am Mittwoch, 6. Mai 2020 auf Arte[39] (online)

## Interviews
- Wäre beinahe am Everest gestorben – Jost Kobusch | Extrembergsteiger. SWR1 Leute, 35 Min. Erstsendung am 6. Juni 2020.[40]
- Bielefelder Gipfelstürmer. Sonntagsfragen, 23 Minuten, Erstsendung am 10. Januar 2021.[41]